# Otto Rasch
Emil Otto Rasch, född 7 december 1891 i Friedrichsruh, död 1 november 1948 i Wehrstedt, var en tysk promoverad jurist och SS-Brigadeführer. I egenskap av befälhavare för Einsatzgruppe C var han ansvarig för massakern i Babij Jar år 1941.

## Biografi
Otto Rasch studerade rättsvetenskap, politisk ekonomi och filosofi vid olika tyska universitet. Han promoverades i rättsvetenskap och politisk ekonomi och kallades därför ”Dr. Dr. Rasch”. Hans avhandlingar har titlarna "Dialektgeographie des Kreises Eschwege" (1912) och "Wohnungsmarkt und Wohnungspolitik in England in der Kriegs- und Nachkriegszeit" (1922).
Kort efter Adolf Hitlers maktövertagande år 1933 blev Rasch utnämnd till borgmästare i Radeberg och 1934–1936 var han överborgmästare i Wittenberg.

### Andra världskriget
Den 22 juni 1941 inleddes Operation Barbarossa, Tysklands anfall på den forna bundsförvanten Sovjetunionen. I kölvattnet på de framryckande tyska arméerna följde fyra särskilda mobila insatsgrupper, Einsatzgruppen, vars uppgift var att eliminera för Tredje rikets intressen misshagliga personer, det vill säga judar, zigenare, partisaner och bolsjevikiska partikommissarier, så kallade politruker. Reinhard Heydrich, chef för Reichssicherheitshauptamt (RSHA), Nazitysklands säkerhetsministerium, hade före Operation Barbarossa utnämnt Rasch till befälhavare för Einsatzgruppe C, som följde Armégrupp Süd in i Ukraina. När Heydrich skulle välja ut befälhavare för Einsatzgruppen, förelåg särskilda urvalskriterier. Förutom att helt bekänna sig till nazismens ideologiska syn på judar, bolsjeviker och slaver skulle officerarna ha utmärkt sig genom "energisk hänsynslöshet" och effektivitet under sin hittillsvarande karriär. Rasch och flera andra höga officerare, däribland Walter Stahlecker, Arthur Nebe och Otto Ohlendorf, inom SD erhöll intensiv utbildning och träning vid gränspolisskolan i Pretzsch. Tre av de fyra insatsgruppernas befälhavare innehade doktorsgrad i juridik; de tillhörde SS:s intellektuella elit.
Under Raschs tid som befälhavare från juni till oktober 1941 mördades 40 669 ukrainska civilpersoner. Denna siffra inbegriper massakern på 33 771 ukrainska judar i Babij Jar den 29 och den 30 september 1941.
Mellan 1942 och 1945 var Rasch direktör för det petrokemiska företaget Kontinentale Öl.
Rasch åtalades vid Einsatzgruppenrättegången som inleddes den 29 september 1947, men åtalet lades ned den 5 februari 1948 på grund av hälsoskäl, eftersom han led av långt framskriden Parkinsons sjukdom.

## Utmärkelser
- Järnkorset av andra klassen
- Tilläggsspänne till Järnkorset av andra klassen
- Krigsförtjänstkorset av andra klassen utan svärd
- Ärekorset (Ehrenkreuz für Frontkämpfer)
- Landesorden
- SA:s idrottsutmärkelse i brons
- SS Hederssvärd
- SS-Ehrenring (Totenkopfring)

## Populärkultur
Otto Rasch förekommer i Jonathan Littells roman De välvilliga.